# رود کاپشا
رود کاپشا (انگلیسی: Kapsha) یک رودخانه در استان لنینگراد کشور روسیه است.